# Publius Manilius (Konsul 120 v. Chr.)
Publius Manilius war ein im 2. Jahrhundert v. Chr. lebender Politiker der Römischen Republik aus der Familie der Manilier. Er  könnte ein Sohn des gleichnamigen Senatskommissars sein, der 167 v. Chr. mit vier Kollegen eine Neuordnung Illyriens durchführte.
120 v. Chr. erreichte Publius Manilius das höchste Staatsamt, nämlich das Konsulat, wobei er Gaius Papirius Carbo zum Kollegen hatte. Ansonsten ist über sein Leben nichts bekannt.